# Sinfonia n. 9 (Haydn)
La Sinfonia n. 9 in Do maggiore, Hoboken I/9, di Joseph Haydn fu composta nel 1762.
È stata composta per un'orchestra di 2 flauti, 2 oboi, un fagotto, 2 corni, archi e basso continuo. I flauti vengono usati al posto degli oboi nel secondo (lento) movimento e principalmente ricalcano le note dei violini un'ottava più alta. Questo lavoro si presenta in tre movimenti:
1. Allegro molto, 2/4
2. Andante, Sol maggiore, 2/4
3. Minuetto e Trio, Allegretto, entrambi in 3/4